# Петров, Сергей Владимирович
Серге́й Влади́мирович Петро́в (псевд. Ярослав Азумлев; 25 марта [7 апреля] 1911, Казань — 31 октября 1988 года, Ленинград) — русский поэт, переводчик, прозаик.

## Биография
Сергей Владимирович Петров родился в семье врача, ассистента Казанского университета по кафедре венерологии, погибшего на фронте в Первую мировую войну.
В 1928 году, по окончании Опытно-показательной школы при Казанском восточном педагогическом институте, поступил на факультет языкознания и материальной культуры Ленинградского университета, который окончил досрочно в 1931 году по отделению западноевропейских языков и литератур. В университете самостоятельно посещал семинары А. А. Смирнова по кельтологии и Ф. И. Щербатского по тибетологии. В 1932 году работал в университете ассистентом по немецкому языку. В 1932—1933 годах был ассистентом по кафедре иностранных языков в Ленинградском машиностроительном институте, штатным преподавателем шведского языка в ВМУ им. Фрунзе и внештатным консультантом по шведскому языку в Военно-морской академии им. К. Е. Ворошилова. Шведский язык преподавал по рукописи подготовленного им учебника, который был принят к изданию, но в свет не вышел.
28 февраля 1933 года арестован, 14 апреля осуждён по статье 58-10 УК РСФСР, выслан в село Бирилюссы Западно-Сибирского края, где с весны 1934 года начал преподавать немецкий язык в средней школе. 29 декабря 1936 года вновь арестован, содержался под следствием в Ачинской тюрьме. 26 февраля 1938 года осуждён Красноярским крайсудом по той же статье на 8 лет ИТЛ. 28 мая 1938 года дело Петрова было возвращено Спецколлегией ВС РСФСР на новое рассмотрение, а 25 марта 1939 прекращено Бирилюсским РО УНКВД по реабилитирующим обстоятельствам (П-8181). По состоянию здоровья (острая неврастения и переутомление) прервал педагогическую деятельность, по возвращении в Бирилюссы служил в аппарате Лесхоза, заготовителем сельхозпродуктов, бухгалтером-ревизором в колхозах Бирилюсского района.
В 1943 году, по окончании срока ссылки, уехал в Ачинск, преподавал латинский язык и общую гигиену в фельдшерско-акушерской школе, также по совместительству преподавал в Ачинском педагогическом училище (английский, немецкий и французский языки), техникуме Совторговли (английский язык), средней школе (немецкий язык). В 1951—1954 годах преподавал немецкий язык в школе на станции Спирово.
В 1954 году переехал в Новгород, где проработал 9 лет в педагогическом институте на должности ассистента по немецкому языку. Сдал кандидатские экзамены, однако диссертацию не защитил. В 1958 году начал печататься как переводчик (фрагменты поэмы «Последние дни Гуттена» К. Ф. Мейера). С 1959 года публиковал статьи и доклады по теории и критике перевода. С 1960 года руководил семинаром переводчиков-скандинавистов при секции художественного перевода Ленинградского отделения Союза писателей РСФСР.
В первой половине 1970-х переехал в Ленинград, где прожил до конца жизни. В 1977 году женился на переводчице Александре Петровой.
Умер в 1988 году. Похоронен на Северном кладбище.

## Творчество
Самые ранние из сохранившихся стихов относятся к 1923—1924 годам. К середине 1930-х годов в творчестве Петрова начинает вырабатываться оригинальный стиль: богатство лексики и инструментовки, глубокая рифмовка, образная насыщенность, склонность к почти солипсическому самопознанию. В 1960-х начинает разрабатывать новые формы, заимствованные из музыки: симфонию, сюиту, кантату, мессу, концерт для инструмента соло с оркестром, квартет, квинтет, сонату, но более других — фугу. Основное произведение в крупной форме — поэма-мистерия «Азъ» (начата в середине 1930-х; последняя редакция — 1981—1982).
Поэтическим переводом начал заниматься в ссылке. Тогда же определились «свои» поэты, занимавшие Петрова до конца жизни и оказавшие серьёзное влияние на его оригинальное творчество: Райнер Мария Рильке, Болеслав Лесьмян, Стефан Малларме, Карл Микаэль Бельман.
Переводил поэзию, прозу и драматургию с английского (Р. Бернс, В. Скотт, Дж. Г. Байрон), немецкого (Г. Сакс, Ф. Гёльдерлин, Г. Гейне, М. Даутендей, шведского (Э. Тегнер, Ю. Векселль, Н. Ферлин, Я. Гулльберг), датского (А. Г. Эленшлегер, С. Кьеркегор, Е. П. Якобсен), норвежского (Б. Бьёрнсон, П. Сивле, исландского (скальды, Хьяульмар Боульский, М. Йохумссон), французского (К. Маро, Т. Готье, Ш. Леконт де Лиль, Ш. Бодлер, А. Казалис, П. Верлен, Р. де Монтескью-Фезансак, П. Валери), испанского (Ф. де Кеведо), польского (М. Семп Шажинский, Д. Наборовский, Ю. Словацкий, Я. Каспрович, Л. Рыдель, С. Выспянский), латышского (Я. Райнис) и др.